# Discografia di Janelle Monáe
La discografia di Janelle Monáe, cantautrice statunitense, comprende quattro album in studio, tre EP e 23 singoli, di cui quattro in collaborazione con altri artisti.

## Album
| Anno | Titolo | Posizione massima | Posizione massima | Posizione massima | Posizione massima | Posizione massima | Posizione massima | Posizione massima | Posizione massima | Posizione massima | Posizione massima |
| Anno | Titolo | US                | AUS               | CAN               | FRA               | GER               | IRE               | NLD               | NZ                | SWI               | UK                |
| ---- | --- | ----------------- | ----------------- | ----------------- | ----------------- | ----------------- | ----------------- | ----------------- | ----------------- | ----------------- | ----------------- |
| 2010 | The ArchAndroid - Pubblicato: 18 maggio 2010 - Etichetta: Bad Boy Records, Wondaland Records, Atlantic Records - Formati: CD, LP, download digitale, streaming     | 17                | —                 | —                 | 155               | 12                | 24                | 65                | —                 | 36                | 51                |
| 2013 | The Electric Lady - Pubblicato: 6 settembre 2013 - Etichetta: Bad Boy Records, Wondaland Records, Atlantic Records - Formati: CD, LP, download digitale, streaming | 5                 | 22                | —                 | 50                | 68                | 7                 | 28                | 24                | 30                | 14                |
| 2018 | Dirty Computer - Pubblicato: 27 aprile 2018 - Etichetta: Bad Boy Records, Wondaland Records, Atlantic Records - Formati: CD, LP, download digitale, streaming      | 6                 | 12                | 8                 | —                 | 29                | 6                 | 20                | 14                | 11                | 8                 |
| 2023 | The Age of Pleasure - Pubblicato: 9 giugno 2023 - Etichetta: Bad Boy Records, Wondaland Records, Atlantic Records - Formati: CD, LP, download digitale, streaming  | 17                | —                 | 79                | 130               | 48                | —                 | 93                | 38                | 37                | 49                |

## Extended play
| Anno | Titolo | Posizione massima |
| Anno | Titolo | US                |
| ---- | --- | ----------------- |
| 2007 | Metropolis: Suite I (The Chase) - Pubblicato: 24 agosto 2007 - Etichetta: Bad Boy Records - Formati: CD, LP, download digitale | 115               |
| 2013 | iTunes Festival: London 2013 - Pubblicato: 9 settembre 2013 - Etichetta: Boy Boy Records - Formati: download digitale          | —                 |
| 2018 | Spotify Singles - Pubblicato: 14 novembre 2018 - Etichetta: Bad Boy Records - Formati: streaming                               | —                 |

## Singoli

### Come artista principale
| 2006                                                                                          | Lettin' Go                                                                    | —   | —  | —  | —  | —  | Got Purp? Vol. 2                      |
| 2007                                                                                          | Violet Stars Happy Hunting!                                                   | —   | —  | —  | —  | —  | Metropolis: Suite I (The Chase)       |
| 2008                                                                                          | Many Moons                                                                    | —   | —  | —  | —  | —  | Metropolis: Suite I (The Chase)       |
| 2009                                                                                          | Open Happiness (con Brendon Urie, Cee Lo Green, Patrick Stump e Travie McCoy) | —   | —  | —  | 29 | —  | N.D.                                  |
| 2010                                                                                          | Tightrope (feat. Big Boi)                                                     | —   | —  | —  | —  | —  | The ArchAndroid                       |
| 2010                                                                                          | Cold War                                                                      | —   | —  | —  | —  | —  | The ArchAndroid                       |
| 2013                                                                                          | Q.U.E.E.N. (feat. Erykah Badu)                                                | —   | —  | —  | —  | —  | The Electric Lady                     |
| 2013                                                                                          | Dance Apocalyptic                                                             | —   | —  | —  | —  | —  | The Electric Lady                     |
| 2013                                                                                          | PrimeTime (feat. Miguel)                                                      | 120 | —  | —  | —  | —  | The Electric Lady                     |
| 2014                                                                                          | What Is Love                                                                  | —   | —  | —  | —  | —  | Rio 2 (Music From the Motion Picture) |
| 2014                                                                                          | Heroes                                                                        | —   | —  | —  | —  | —  | Pepsi Beats of the Beautiful Game     |
| 2014                                                                                          | Electric Lady (feat. Solange Knowles)                                         | —   | —  | —  | —  | —  | The Electric Lady                     |
| 2015                                                                                          | Yoga (con Jidenna)                                                            | 79  | —  | —  | —  | —  | Wondaland Presents: The Eephus        |
| 2018                                                                                          | Make Me Feel                                                                  | 99  | 98 | 69 | —  | 74 | Dirty Computer                        |
| 2018                                                                                          | Django Jane                                                                   | —   | —  | —  | —  | —  | Dirty Computer                        |
| 2018                                                                                          | Pynk (feat. Grimes)                                                           | —   | —  | —  | —  | —  | Dirty Computer                        |
| 2018                                                                                          | I Like That                                                                   | —   | —  | —  | —  | —  | Dirty Computer                        |
| 2019                                                                                          | That's Enough                                                                 | —   | —  | —  | —  | —  | Lilli e il vagabondo                  |
| 2020                                                                                          | Turntables                                                                    | —   | —  | —  | —  | —  | All In: The Fight for Democracy       |
| "—" indica che l'opera non si è classificata o che non è stata pubblicata in quel territorio. |                                                                               |     |    |    |    |    |                                       |

### Come artista ospite
| Anno                                                                                          | Titolo                                                  | Posizione massima | Posizione massima | Posizione massima | Posizione massima | Posizione massima | Posizione massima | Posizione massima | Posizione massima | Posizione massima | Posizione massima | Album                   |
| Anno                                                                                          | Titolo                                                  | US                | AUS               | CAN               | FRA               | GER               | IRE               | NLD               | NZ                | SWI               | UK                | Album                   |
| --------------------------------------------------------------------------------------------- | ------------------------------------------------------- | ----------------- | ----------------- | ----------------- | ----------------- | ----------------- | ----------------- | ----------------- | ----------------- | ----------------- | ----------------- | ----------------------- |
| 2011                                                                                          | We Are Young (Fun. feat. Janelle Monáe)                 | 1                 | 1                 | 1                 | 7                 | 4                 | 1                 | 10                | 2                 | 2                 | 1                 | Some Nights             |
| 2013                                                                                          | Special Education (Goodie Mob feat. Janelle Monáe)      | —                 | —                 | —                 | —                 | —                 | —                 | —                 | —                 | —                 | —                 | Age Against the Machine |
| 2015                                                                                          | Pressure Off (Duran feat. Janelle Monáe e Nile Rodgers) | —                 | —                 | —                 | —                 | —                 | —                 | —                 | —                 | —                 | —                 | Paper Gods              |
| 2015                                                                                          | Sweet Life (Jeezy feat. Janelle Monáe)                  | —                 | —                 | —                 | —                 | —                 | —                 | —                 | —                 | —                 | —                 | Church in These Streets |
| "—" indica che l'opera non si è classificata o che non è stata pubblicata in quel territorio. |                                                         |                   |                   |                   |                   |                   |                   |                   |                   |                   |                   |                         |

### Singoli promozionali
| Anno | Titolo                            | Album             |
| ---- | --------------------------------- | ----------------- |
| 2009 | Come Alive (The War of the Roses) | The ArchAndroid   |
| 2010 | Shape of Things to Come           | N.D.              |
| 2013 | We Were Rock & Roll               | The Electric Lady |